# Huahu jing
Das Huahu jing (chinesisch 化胡經 / 化胡经, Pinyin Huàhújīng, W.-G. Hua Hu Ching, englisch Classic on Converting the Barbarians – „Klassiker über die Konvertierung der Barbaren“) ist ein ursprünglich um 300 n. Chr. entstandenes daoistisches Werk, dessen vollständiger Titel  Taishang lingbao Laozi huahu miaojing (太上靈寶老子化胡妙經) lautet. Es beschreibt die missionarischen Aktivitäten der legendären Persönlichkeit Laozi in Indien („im Westen Chinas“). Diesem Werk zufolge stellt der Buddhismus eine Variante des Daoismus dar.